# Solua
Solua (ソルア) est un groupe de musique japonais qui a composé les génériques de fin des anime Noein et Project Blue Earth SOS.
Leurs singles sont distribués par Lantis

## Membres
- Emi Inaba (稲葉エミ, Inaba Emi?) - parolière et vocaliste
- Hiroshi Sekita (セキタヒロシ, Sekita Hiroshi?) - arrangeur

## Discographie

### Singles
- Yoake no Ashioto (夜明けの足音?) (23 novembre 2005)

Générique de fin de Noein / LACM-4231
- Kaze no Ubugoe (風の産声?) (21 septembre 2006)

Générique de fin de Project Blue Earth SOS / LACM-4291